# 埃弗拉斯伯勒鎮區 (北卡羅萊納州哈尼特縣)
埃弗拉斯伯勒鎮區（英語：Averasboro Township）是位於美國北卡羅萊納州哈尼特縣的一個鎮區。

## 地方資料
埃弗拉斯伯勒鎮區的面積為92.20平方千米，皆為陸地。根據2020年美國人口普查的數據，當地共有人口11800人，而人口密度為每平方千米127.98人。